# Pacte de Borriana
El Pacte de Borriana fou un pacte d'ajuda mútua enfront dels almoràvits signat el juny 1094 a Borriana entre Rodrigo Díaz de Vivar, qua acabava de conquerir Balànsiya el maig i Pere el d'Osca, rei d'Aragó i Navarra. En virtut del pacte, les forces dels dos senyors van col·laborar per vèncer els musulmans en la batalla de Bairén, al Castell de Bairén de Gandia el 1097.